# Sinhrotron
Sinhrotron (V. Veksler i, nezavisno, E. M. Makmilan, 1945.) ubrzava elektrone i protone. U njemu se magnetno polje povećava tokom ubrzanja jedne grupe čestica, tako da je poluprečnik zakrivljenosti njihovih staza stalan, pa se one kreću po istoj kružnoj putanji unutar torusne komore. Prvi veliki sinhrotroni bili su kosmotron u Brukhejven nacionalnoj laboratoriji (BNL), Apton, Njujork, SAD (1952. godine, energija protona 3 GeV); Bevatron u Lorens Berkli nacionalnoj laboratoriji, Berkli, Kalifornija, SAD (1954. godine, 6 GeV) i sinhrotron (sinhrofazotron) u Dubni, bivšem Sovjetskom savezu (1957. godine, 10 GeV). Premda su magneti bili torusni, prečnici staza i torusa od stotinak i više metara zahtevali su vrlo velike magnete, pa je to ograničavalo dosezanje bitno viših energija. Početkom 1950-tih rešenje je nađeno u načelu jakog fokusiranja snopa naelektrisanih čestica, što se postiže zamenom masivnih magnetskih torusa nizom magneta u kojima se jačina magnetnoga polja naizmenično poprečno (radijalno) povećava ili smanjuje. To je načelo omogućilo mnogo preciznije vođenje snopa ubrzanih čestica i time smanjenje preseka i ukupne mase magneta i tako otvorilo mogućnost dosezanja viših energija ubrzivača čestica (akceleratora čestica).
Najveći sinhrotron sa jakim fokusiranjem je LEP (engl. Large Electron–Positron Collider), sagrađen 1989. u istraživačkom centru CERN. Smešten je u kružnom tunelu opsega 27 kilometara, ubrzavao je elektrone i pozitrone velikih energija. Veliki protonski sinhrotroni s jakim fokusiranjem snopa pomakli su energetske granice, posebno nakon povećanja magnetske indukcije superprovodničkim magnetima. Tako je u Fermilabu u Bataviji, SAD, u tunelu sinhrotrona prečnika 2 kilometra izgrađen dodatni prsten sa superprovodničkim magnetima. U tom prstenu, koji čini ubrzivač Tevatron, protoni se ubrzavaju do energije od 1 TeV (1 012 eV), odnosno do milion puta veće energije od prvih ubrzivača sa početka 1930-ih. Veliko povećanje energije raspoložive za proučavanje međudelovanja čestica postignuto je razvojem i izgradnjom spremnika čestica, odnosno spremničkih prstenova.

## Ubrzivač čestica
Akcelerator čestica, ubrzivač čestica ili sudarivač je uređaj u kojem se naelektrisane čestice (elektroni, protoni, joni i druge) stalnim ili naizmeničnim električnim poljima ubrzavaju do visokih kinetičkih energija. Konačna energija čestica zavisi od vrste akceleratora. Akcelerator čestica upotrebljava se u fizici elementarnih čestica za istraživanje strukture materije (stvaranje novih elementarnih čestica i istraživanje nepoznatih svojstava osnovnih međudelovanja), u nuklearnoj medicini za lečenje zračenjem, u industriji za neke tehnološke procese (sterilizacija, polimerizacija), ispitivanje materijala, proizvodnju radionuklida i drugo. Akcelerator čestica sastoji se od tri glavna dela: od izvora naelektrisanih čestica, od vakuumske komore u kojoj se čestice ubrzavaju i od uređaja koji stvaraju električna polja potrebna za ubrzavanje.
Prvi akceleratori bili su oni sa stalnim naponom između krajeva vakuumske komore. Oni su stoga linearni, a čestice se ubrzavaju jednim prolazom kroz električno polje. Prema načinu stvaranja visokog napona na elektrodama, akcelerator čestica tog tipa je kaskadni, Kokroft-Voltonov (Džon Kokroft i Ernest Volton, 1932. godine), i elektrostatički, Van de Grafov (Robert J. Van de Graf, 1931. godine). Kokroft-Voltonov akcelerator čestica prikladan je i kao izvor neutrona putem nuklearnih reakcija deuterona s deuterijumom ili tricijumom. Jedan takav je neutronski generator izgrađen 1956. godine u Institutu „Ruđer Bošković” u Zagrebu. Bio je to jedan od retkih u svetu u to doba, a izgradila ga je grupa fizičara i elektroničara pod vodstvom M. Pajića vlastitim snagama, u skladu s tadašnjim tehnološkim mogućnostima, a u saradnji sa preduzećima „Rade Končar” i „Radio industrija Zagreb” (RIZ). Iz njegovih se tehničkih podataka vidi da je energija deuterona bila 200 keV, struja deuterona do 20, intenzitet neutrona 108/s za 2,5 MeV neutrone, a 1010/s za 14 MeV neutrone.
Tehničke granice u dosezanju visokih napona ograničavuju i energije čestica ubrzanih u prvim akceleratorima. Rešenje je nađeno u višekratnom ubrzavanju kroz polje nižeg napona. To je 1932. prvi načinio Ernest Lorens sa ciklotronom, a zatim je to načelo primenjeno u svim potonjim tipovima akceleratora. Oni se prema kretanju čestica dele na linearne rezonantne i na kružne akceleratore. U kružne se ubrajaju ciklotron, sinhrociklotron, betatron i sinhrotron.

### Transmutacija
Kod transmutacije (pretvaranja) hemijskih elemenata mogu se odviti različite promene. Tako na primer može iz atomskog jezgra da izleti jedan proton (redni broj elementa se snižava za jedan) ili alfa-čestica (redni broj elementa se snižava za dva), ili se neutron pretvori u proton, pa izleti elektron (redni broj elementa se povišava za jedan). U nekim slučajevima pogođeno jezgro izbaci pozitron, pa se redni broj snižava za jedan. Proučavanjem promena koje se događaju u atomskom jezgru bavi je nuklearna fizika ili fizika jezgra. Kao projektil za bombardiranje atomskih jezgara prilikom transmutacije elemenata služe alfa-čestice, neutroni, protoni i deuterijum. Alfa-čestice se dobijaju iz jednog radijumovog preparata, protoni putem jonizacije vodonika, a deuterijum jonizacijom teškog vodonika. Neutroni nastaju prilikom bombardovanja berilijuma alfa-česticama. Pri tom nastaje ugljenik, a otkinuta čestica je neutron sa vrlo velikom brzinom. Ta se transmutacija prikazuje ovom nuklearnom jednačinom:
{\displaystyle \mathrm {_{4}^{9}N+_{2}^{4}He\rightarrow _{6}^{12}C+_{0}^{1}n} }
Projektili kojima se gađaju atomska jezgra moraju imati veliku kinetičku energiju, to jest veliku brzinu. Ako su projektili pozitivno naelektrisani, kao na primer protoni, deuterijum i alfa-čestice, odbijaće se pozitivno naelektrisana atomska jezgre. Oko jezgra postoji naime jako električno polje koje odbija i skreće u stranu sve pozitivno naelektrisane projektile koji mu se približe. Zbog toga proton, deuterijum i alfa-čestica neće prodreti u atomsko jezgro, ako nemaju dovoljno veliku brzinu, već će skrenuti na stranu i opisati hiperbolu. Kod toga neće ni samo jezgro ostati na miru, jer je odbijanje uzajamno. Dogodiće se neka vrsta elastičnog sudara, pa će projektil odleteti na jednu, a jezgro na drugu stranu. Zato čestice kojima se želi prodreti u atomsko jezgro moraju da imaju vrlo veliku energiju koja se dobija pomoću visokog električnog napona. Za dobivanje tako velikih energija koje služe kod transmutacije elemenata, odnosno istraživanja atomskih jezgara, upotrebljavaju se posebni uređaji za ubrzavanje čestica koji se zovu akceleratori čestica. Među te akceleratore spada i ciklotron.

## Literatura
- Chao, A. W.; Mess, K. H.; Tigner, M.;  ., ур. (2013). Handbook of Accelerator Physics and Engineering (2nd изд.). World Scientific. ISBN 978-981-4417-17-4. doi:10.1142/8543.
- Livingston, M. S.; Blewett, J. (1969). Particle accelerators. New York: McGraw-Hill. ISBN 978-1-114-44384-6.
- Humphries, Stanley (1986). Principles of Charged Particle Acceleration. Wiley-Interscience. стр. 4. ISBN 978-0471878780.
- „six Million Volt Atom Smasher Creates New Elements”. Popular Mechanics: 580. april 1935.
- „Atom smasher”. American Heritage Science Dictionary. Houghton Mifflin Harcourt. 2005. стр. 49. ISBN 978-0-618-45504-1.
- Hamm, Robert W.; Hamm, Marianne E. (2012). Industrial Accelerators and Their Applications. World Scientific. ISBN 978-981-4307-04-8. doi:10.1142/7745.
- Humphries, Stanley (1986). Principles of Charged Particle Acceleration. Wiley-Interscience. стр. 6. ISBN 978-0471878780.
- Humphries, Stanley (1986). „Linear Induction Accelerators”. Principles of Charged Particle Acceleration. Wiley-Interscience. ISBN 978-0471878780.
- Christofilos, N.C.;  . (1963). „High-current linear induction accelerator for electrons”. Proceedings, 4th International Conference on High-Energy Accelerators (HEACC63) (PDF). стр. 1482—1488.
- Chao, A. W.; Mess, K. H.; Tigner, M.;  ., ур. (2013). Handbook of Accelerator Physics and Engineering (2nd изд.). World Scientific. ISBN 978-981-4417-17-4. doi:10.1142/8543.
- Humphries, Stanley (1986). „Betatrons”. Principles of Charged Particle Acceleration. Wiley-Interscience. стр. 326ff. ISBN 978-0471878780.